# Hans Leutenegger
Hans «Hausi» Leutenegger (* 16. Januar 1940 in Höfli bei Bichelsee) ist ein Schweizer Unternehmer, ehemaliger Bobfahrer und Schauspieler.

## Leben

### Sport
Bevor Leutenegger zum Bobsport kam, war er Nationalturner. 1972 gewann er im Viererbob von Pilot Jean Wicki  bei den Olympischen Spielen in Sapporo die Goldmedaille.

### Berufsleben
Nach einer Lehre als Bauschlosser war Leutenegger bei der Sulzer AG in Winterthur und Genf tätig. 1964 war er als Monteur für die Bühler AG in den Niederlanden im Einsatz; dabei kam ihm die Idee, Monteure für Kurzzeiteinsätze auszuleihen und gründete hierzu 1965 mit einem Partner in Genf eine Firma. Die Geschäftsidee war ein Dienstleistungsunternehmen, welches fähige Berufsleute für Temporäreinsätze Kunden zur Verfügung stellt. Die Hans Leutenegger AG wuchs rasch, nachdem bekannte Referenzkunden die Dienstleistungen in Anspruch genommen hatten. Das Unternehmen hat sich später auf Personaldienstleistungen in den Bereichen Bau, Chemie, Technik und Industrie spezialisiert. Es beschäftigt heute etwa 1000 Mitarbeiter und erzielt einen Umsatz von rund 100 Millionen Franken jährlich. Leutenegger hat nach seinem 50. Geburtstag die operative Verantwortung für die erfolgreiche Firma schrittweise an Nachfolger abgetreten.

### Schauspieler
Nach 1985 betätigte sich Leutenegger auch als Schauspieler. Er spielte in rund 35 Produktionen mit, darunter 1985 an der Seite von Lewis Collins, Manfred Lehmann und Klaus Kinski in Kommando Leopard. 1988 spielte er mit Collins und Lehmann in Der Commander. Zudem war er in mehreren Tatort-Folgen und einer Folge der Serie Eurocops zu sehen.
Zu Kinski hatte er nach eigenen Angaben eine gute Beziehung; dieser brachte ihm in der Anfangszeit viel über die Schauspielerei bei. Wegen seiner Ähnlichkeit mit Burt Reynolds wurde er auch als Burt Reynolds der Alpen bezeichnet. Er verzichtete aber auf eine intensivere Schauspielkarriere und widmete sich umso mehr seiner Firma und seiner Familie.

### Privat
Leutenegger ist in zweiter Ehe verheiratet und hat eine Tochter und einen Sohn von seiner verstorbenen ersten Ehefrau Elfriede. Für sein Lebenswerk und seine Bekanntheit bis weit über die Landesgrenze hinaus erhielt er von den Stimmberechtigten 2009 das Ehrenbürgerrecht seiner Heimatgemeinde Bichelsee-Balterswil. 1997 wurde er zum «Sportförderer des Jahres» ernannt. Leutenegger spielt Golf mit einem Handicap um 10 (plus/minus, Stand 2021). Sein Vermögen wurde 2020 vom Wirtschaftsmagazin Bilanz auf 125 Millionen Franken geschätzt.

### Autobiografie
Im Februar 2009 erschien Leuteneggers Buch Ein bisschen Glück war auch dabei, das er zusammen mit dem Journalisten Karl Wild geschrieben hatte. Es war einige Wochen auf der Bestsellerliste in der Sparte Sachbücher. Das Buch enthält mehrere Anekdoten, die er als Bauernsohn aus dem thurgauischen Bichelsee bis zum Jetsetter in St. Moritz erlebte. Er verbrachte regelmässige Aufenthalte an seinen Wohnsitzen in Crans-Montana, in Maspalomas auf Gran Canaria und in Rolle VD am Genfersee.

## Filmografie (Auswahl)
- 1985: Kommando Leopard
- 1988: Der Commander
- 1988: Klassezämekunft
- 1989: Schneller als das Auge
- 1990: Der doppelte Nötzli
- 1992: Brandnacht
- 2005: Mein Name ist Eugen